# Arthur River (West-Australië)
Arthur River is een plaats in de regio Wheatbelt in West-Australië. Het ligt langs de Albany Highway, 197 kilometer ten zuidzuidoosten van Perth, 211 kilometer ten noordnoordwesten van Albany en 30 kilometer ten westen van Wagin. Arthur River telde 66 inwoners in 2021.

## Geschiedenis
De Nyungah Aborigines waren de oorspronkelijke bewoners van de streek. De eerste Europeanen die de streek verkenden waren kapitein Thomas Bannister en zijn expeditie in 1830.
Arthur River ligt aan de gelijknamige rivier. De Arthur werd in 1835 door gouverneur James Stirling vernoemd naar Arthur Trimmer, een lid van de expeditie geleid door de gouverneur.
In de jaren 1850 werd de Albany Road tussen Perth en Albany opgewaardeerd door gevangenen. De eerste nederzettingen ontwikkelden zich langs de weg nadat vanaf 1854 pastorale leases in de streek werden toegekend. De nederzetting die tot Arthur River zou ontwikkelen werd oorspronkelijk 125 Mile genoemd. Op 16 januari 1866 werd Miss Mary Ann Spratt er tot postmeesteres benoemd. Er werd een politiebarak met cellen gebouwd in 1866. Spratts broer James bouwde de Mount Pleasant Inn in 1869. Het werd de stopplaats voor de postkoets tussen Perth en Albany tot de postdienst werd overgenomen door de politie in 1878. In 1880 werd begonnen met de bouw van een postkantoor. Begin jaren 1880 bereikte de telegraaf het plaatsje.
In 1889 opende de Great Southern Railway. Er ontwikkelden zich nieuwe nederzettingen langs de spoorweg en een deel van de handel verplaatste zich daarheen. Albany Road en de dorpen erlangs verloren aan belang. In 1890 werd een gemeenschapszaal gebouwd. Van 1906 diende het als schooltje tot in 1915 een nieuw schoolgebouw werd recht getrokken. Midden de jaren 1950 kreeg de gemeenschapszaal een nieuwe grotere vleugel en werd de oude zaal keuken. Rond de eeuwwisseling was Arthur River het belangrijkste plaatsje in de streek. In 1907 werd een brug over de rivier Arthur gebouwd. De aanleg van een spoorweg vanuit Collie verlegde het zwaartepunt van de streek naar Darkan.
In 1910 werd een schapenscheerschuur gebouwd met een schaapskooi en kwartieren voor de scheerders. Het complex werd vermoedelijk gebruikt tot in de jaren 1960. In 1999 werd begonnen met de restauratie. In 2002 werden de gebouwen opgenomen in het nationaal erfgoedregister.

## 21e eeuw
Arthur River ligt in het lokale bestuursgebied Shire of West Arthur. Het is een landbouwdistrict waar (wol)schapen, runderen en graan geteeld worden. Er wordt ook aan bosbouw en houtproductie gedaan. In Arthur River bevindt zich een van de twee graanverzamelpunten van het Amerikaanse bedrijf Bunge Limited.

## Toerisme
Het Arthur River Heritage Precinct ligt langs de Albany Highway. Men kan er het plaatselijke erfgoed bekijken. Het bestaat uit de Mount Pleasant Inn uit 1866, het postkantoor uit 1880, de gemeenschapszaal uit 1900, de schapenscheerschuur en enkele andere gerenoveerde historische gebouwen.

## Galerij

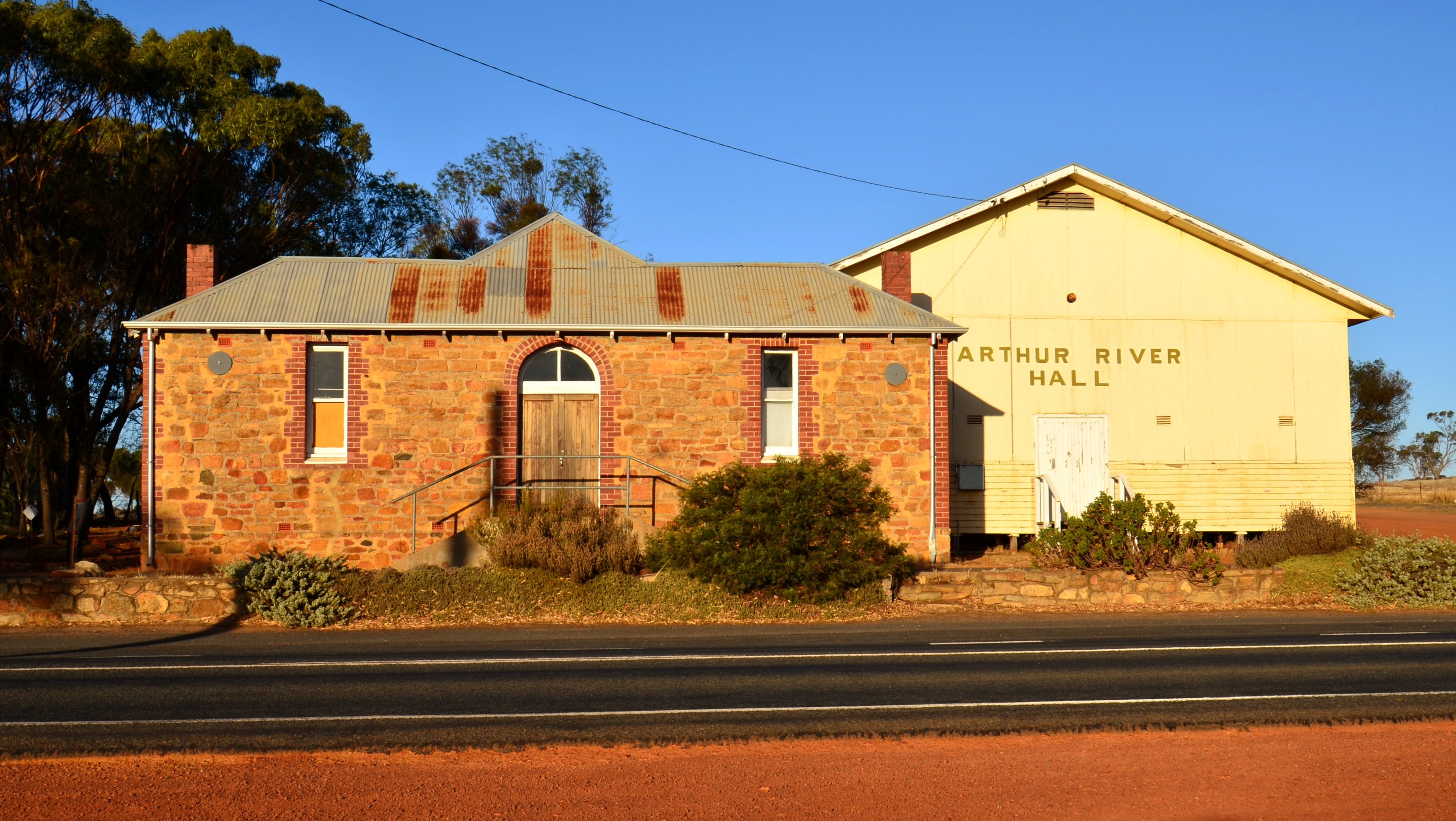
Arthur River Hall
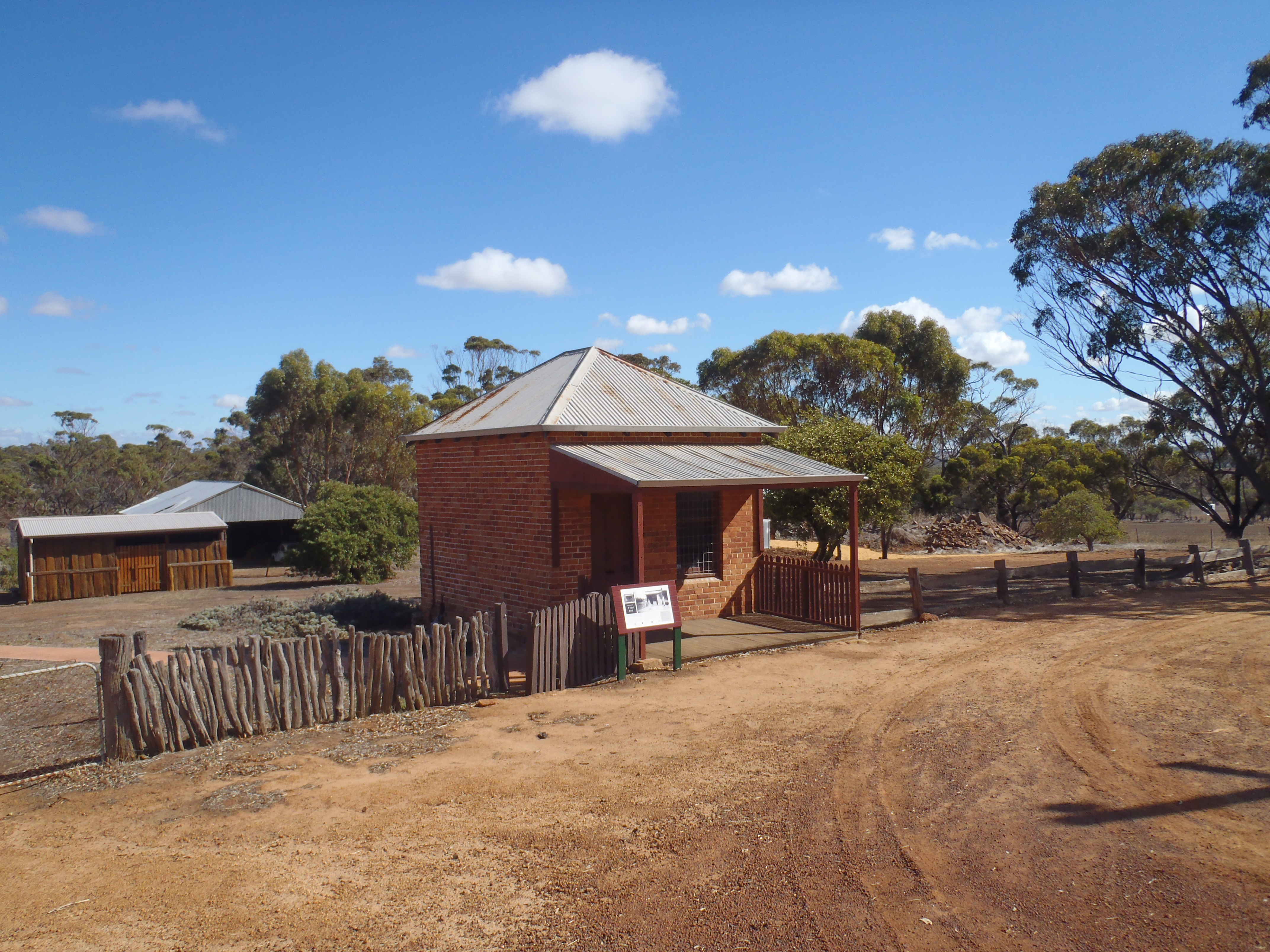
postkantoor

Aldersyde · Amery · Ardath · Arthur River · Baandee · Babakin · Badgingarra · Badjaling · Bailup · Bakers Hill · Balkuling · Ballaying · Ballidu · Beacon · Beenong · Beermullah · Bejoording · Belka · Bencubbin · Bendering · Benjaberring · Beverley · Bilbarin · Bindi Bindi · Bindoon · Bodallin · Bolgart · Bonnie Rock · Boolading · Booraan · Brookton · Bruce Rock · Bullaring · Bullfinch · Bulyee · Bungulla · Buntine · Burakin · Burracoppin · Cadoux · Calingiri · Campion · Caraban · Carrabin · Cataby · Cervantes · Chandler · Chittering · Clackline · Cold Harbour · Congelin · Coomberdale · Copley · Corrigin · Cowcowing · Crossman · Cuballing · Culbin · Cunderdin · Dalwallinu · Dandaragan · Dangin · Darkan · Dattening · Dongolocking · Doodlakine · Dowerin · Dudinin · Dumbleyung · Duranillin · Dwarda · Ejanding · Elabbin · Erikin · Gabbin · Gingin · Goomalling ·  Grass Valley · Greenhills · Guilderton · Gwambygine · Harrismith · Highbury · Hines Hill · Holt Rock · Hyden · Jelcobine · Jennacubbine · Jennapullin · Jitarning · Jurien Bay · Kalannie · Karlgarin · Kellerberrin · Kondinin · Kondut · Koojan · Koolyanobbing · Koorda · Korbel · Korrelocking · Kukerin · Kulin · Kulja · Kulyaling · Kunjin · Kununoppin · Kweda · Kwelkan · Kwolyin · Lancelin · Lake Brown · Lake Grace · Lake King · Ledge Point · Manmanning · Marvel Loch · Meckering · Meenaar · Merredin · Miling · Minnivale · Mogumber · Mokine · Moodiarrup · Mooliabeenee · Moora · Moorine Rock · Moorumbine · Moulyinning · Mount Hardey · Mount Kokeby · Mount Walker · Muchea · Mukinbudin · Muntadgin · Nalya · Nangeenan · Narembeen · Narrogin · New Norcia · Newdegate · Nilgen · Nokaning · North Bannister · Northam · Nukarni · Nungarin · Pantapin · Piawaning · Piesseville · Pingaring · Pingelly · Pithara · Popanyinning · Quairading · Quindanning · Regans Ford · Seabird · Shackleton · Southern Cross · Spencers Brook · Tammin · Tincurrin · Toodyay · Trayning · Varley · Wagin · Walebing · Walgoolan · Wandering · Wannamal · Watheroo · Welbungin · West Dale · West Toodyay · Westonia · Wialki · Wickepin · Wilbinga · Williams · Wongan Hills · Woodridge · Wubin · Wundowie · Wyalkatchem · Yealering · Yelbeni · Yellowdine · Yilliminning · Yerecoin · York · Yorkrakine · Yornaning · Yoting · Youndegin